# Castanozoster thoracicus
A Castanozoster thoracicus a madarak osztályának verébalakúak (Passeriformes) rendjébe és a tangarafélék (Thraupidae) családjába tartozó Castanozoster nem egyetlen faja.

## Rendszerezése
A fajt Alexander von Nordmann finn zoológus írta le 1835-ben, a Fringilla nembe Fringilla thoracica néven. Egyes szervezetek a Poospiza nembe sorolják Poospiza thoracica néven.

## Előfordulása
Brazília délkeleti részén, az Atlanti-óceán partvidékén honos. Természetes élőhelyei a mérsékelt övi erdők, szubtrópusi és trópusi hegyi esőerdők és magaslati cserjések, valamint másodlagos erdők . Vonuló faj.

## Megjelenése
Testhossza 13 centiméter.

## Természetvédelmi helyzete
Az elterjedési területe nagyon nagy, egyedszáma ugyan csökken, de még nem éri el a kritikus szintet. A Természetvédelmi Világszövetség Vörös listáján nem fenyegetett fajként szerepel.